# Tombeau (musique)
Pour les articles homonymes, voir Tombeau.
Dans la musique occidentale savante, un tombeau est un genre musical en usage pendant la période baroque.
Il était composé en hommage à un grand personnage ou un collègue musicien (maître ou ami), aussi bien de son vivant qu'après sa mort, contrairement à ce que le nom de ce genre musical pourrait laisser penser.
Il s'agit généralement d'une pièce monumentale, de rythme lent et de caractère méditatif, non dénué parfois de fantaisie et d'audace harmonique ou rythmique. C'est le plus souvent une allemande lente et élégiaque ou une pavane, danse de la Renaissance depuis longtemps tombée en désuétude à l'époque de la mode des tombeaux. Contrairement au lamento italien, le tombeau n'est pas censé utiliser les modes expressifs du deuil et de la douleur qui sont alors vus avec scepticisme dans la tradition musicale classique française. Cependant certains éléments sont notables comme l'usage d'une note répétitive symbolisant la Mort frappant à la porte ou l'utilisation de gammes diatoniques ou chromatiques montantes ou descendantes symbolisant les tribulations de l'âme et sa transcendance.

## Liste
Des tombeaux célèbres et autres moins connus :
- 1639 : Tombeau de Mézangeau, Tombeau de l'Enclos (attribution douteuse), (Ennemond Gaultier) pour luth
- 1652 : Tombeau fait à Paris sur la mort de Monsieur Blancrocher (Johann Jakob Froberger) pour clavicorde
- 1652 : Tombeau de Mr Blancrocher (François Dufaut ou Dufault), Manuscrit Saizenay, pour luth
- 1660 : Tombeau de M. de Blancrocher (Louis Couperin) pour clavecin
- 1664 : Tombeau de Charles Racquet, Le Tombeau de Blanc-Rocher, Le Tombeau de Mademoiselle Gauthier (son épouse), Tombeau de l'Enclos (attribution douteuse) (Denis Gaultier) pour luth
- 1671 : Tombeau sur la mort de Madame d'Orléans, Sarabande sur la mort de Madame, Allemande sur la mort du Duc de Glocester (Francesco Corbetta), pour guitare
- 1672 : Tombeau de Climène (Robert Cambert) pour luth
- 1686 : Tombeau de Mr Meliton (Marin Marais), pour viole
- 1690 ? : Tombeau de Dufault (Dupré d'Angleterre), Manuscrit Milleran et Manuscrit Saizenay, pour luth
- 1690 ? : Tombeau (Jean-Nicolas Geoffroy) pour clavecin
- fin XVIIe siècle : Tombeau de Lully (Jean-Féry Rebel) pour violes
- fin XVIIe siècle : Tombeau Les regrets (Jean de Sainte-Colombe, Concert LXIV), pour viole
- c. 1700 : Tombeau de M. Cajetan Baron d'Hartig (Sylvius Leopold Weiss) pour luth
- 1701 : Tombeau pour M. de Lully, Tombeau pour M. de Sainte-Colombe (Marin Marais), pour viole de gambe
- 1703 ? : Allemande Tombeau, Tombeau de Mr De Maltor (François Campion), pour guitare
- 1706 : Tombeau de François Ginter (Jacques de Saint-Luc) pour luth
- 1721 : Tombeau de M. Comte de Logy (Sylvius Leopold Weiss) pour luth
- 1725 : Tombeau pour Marais le Cadet (Marin Marais), pour viole
- Tombeau de Mgr le Prince de Condé, Tombeau du maréchal de Turenne (Tombeau de Mars), Tombeau de la Reyne (Maria Theresia von Osterreich), Tombeau de M. le Chevalier du Buisson, Tombeau de Mlle de Bussy, Tombeau de Mr l'abbé de St Fussiens, Tombeau, do mineur, Tombeau de Madame (Henriette d'Angleterre, duchesse d'Orléans), Tombeau des Muses françaises, Belle affligée, Tombeau, ré mineur, (Jacques Gallot) pour luth
- Tombeau de la princesse de Monaco (Jacques Gallot le jeune) pour luth
- Tombeau de Madame, Le Tombeau de Gogo, Le Tombeau de Madame de Fontange (Charles Mouton), pour luth
- Tombeau de Monsieur de Chambonnières (Jean-Henri d'Anglebert), pour clavecin
- 1728-1737 : Tombeau de Marais le père (Charles Dollé), pour viole
- Tombeau pour le Sieur de Sainte-Colombe (Sainte-Colombe le fils) pour viole
- Tombeau de Mr Francisque, pour guitare, La Plainte ou Tombeau de mademoiselle, pour théorbe, Le Tombeau de Tonty, pour guitare, Tombeau du Vieux Gallot, Tombeau de Mr Mouton, Tombeau de Du But, pour luth,  (Robert de Visée)

Le genre du tombeau a fleuri en terre catholique où la musique funèbre a une longue tradition, essentiellement en France et en Europe Centrale.
Il tombe en désuétude vers la fin du XVIIIe siècle avant de retrouver quelques faveurs au début du XXe siècle avec des accents néo-baroques, comme le Tombeau de Couperin (achevé en 1917) de Maurice Ravel ou plus tard le Tombeau de Froberger (Roman Turovsky (en)).
Il existe aussi deux cas particuliers :
- Celui du Tombeau de Claude Debussy, commandé par Henry Prunières en 1920, regroupant dix pièces de dix compositeurs différents : Paul Dukas, Albert Roussel, Gian Francesco Malipiero, Eugène Goossens, Béla Bartók, Florent Schmitt (six pièces pour piano seul), Manuel de Falla (une pièce pour guitare), Maurice Ravel (une pièce pour violon et violoncelle), Erik Satie (une mélodie) et Igor Stravinsky (une réduction pour piano extraite des Symphonies d'instruments à vent).
- Henri Prunières commande également en 1922 L'Hommage à Gabriel Fauré regroupant 7 pièces de sept compositeurs différents, Maurice Ravel, Georges Enesco, Louis Aubert, Florent Schmitt, Charles Koechlin, Paul Lamirault, Roger Ducasse.

Au cours du XXe siècle, de nouveaux Tombeaux ont été composés :
- Manuel de Falla (1935), Florent Schmitt (1936), Olivier Messiaen (1935) ont composé chacun un Tombeau de Paul Dukas, pour piano.

- Manuel de Falla, Pedrelliana pour orchestre, hommage à Felipe Pedrell (1939).

- En hommage à Maurice Ravel et à sa composition Le Tombeau de Couperin, Rudolf Escher (1952, révisée 1959), Arthur Benjamin (1957), Olivier Greif (1975) et Fabien Waksman  (2009) ont composé chacun un Tombeau de Ravel pour différents ensembles.

- En 1995, Thierry Pécou compose Le Tombeau de Marc-Antoine Charpentier pour 3 chœurs à voix égales, voix mixtes, orgue baroque, basse de viole, positif et cloches.

- Pierre-Alain Braye-Weppe, né en 1981 a composé un Tombeau de Forqueray pour clavecin.